# Magánhangzó
A magánhangzók (latinul vocales) olyan, önmagában kiejthető beszédhangok, amelyek képzésekor a tüdőből kiáramló levegő akadály nélkül távozik a szájüregből. A magánhangzók milyenségét a nyelv és az ajkak állása határozza meg.

## Csoportosításuk
A magánhangzókat a következőképpen csoportosíthatjuk:
- a nyelvállás szerint;
- nyíltság szerint;
- ajakkerekítés szerint;
- időtartam szerint.

### Keletkezése
A tüdőből kiáramló levegő megrezegteti a hangszálakat és akadály nélkül távozik.

### Képzéshely szerint
Képzéshely szerint megkülönböztetünk:
- Elöl képzett (palatális) magánhangzókat, amelyek magas hangrendű szavakban vannak:[1] ide tartozik az e, é, i/í, ö/ő, ü/ű. (Könnyen megjegyezhető memoriter : „teniszütő”, „édes kis üdülő”.)
- Középen képzett magánhangzókat: a magyarban ilyen nincs, de a világ számos nyelvében általánosan használt magánhangzók (pl. schwa, jele: [ə]).
- Hátul képzett (veláris) magánhangzókat, amelyek mély hangrendű szavakban fordulnak elő:[2] ilyenek az a, o/ó, u/ú. (Könnyen megjegyezhető memoriter: „autó” „nagy háború”.)

A magyar á-t hangrend szempontjából velárisnak tartják, képzéshely szerint azonban elöl képzett.

### Nyíltság vagy nyelvállás szerint
A magánhangzó nyíltsági foka szerint lehet:
- zárt (felső nyelvállású): például a magyar i/í, ü/ű, u/ú,
- félig zárt (középső nyelvállású): például a magyar é, ö/ő, o/ó,
- félig nyílt (alsó nyelvállású): például a magyar e, a,
- nyílt (legalsó nyelvállású): például a magyar á.

### Kerekítettség (az ajkak állása) szerint
Az ajkak helyzete szerint megkülönböztetünk:
- ajakkerekítéssel ejtett (labiális) magánhangzót: ilyenek az a, o, u, ö, ü;
- ajakkerekítés nélkül ejtett vagy ajakrésess (illabiális) magánhangzót: ide tartozik az á, e, é, i, valamint a magyarban nem létező, de sok indoeurópai nyelvben előforduló egyéb magánhangzó ([ʌ], [ə], [ɨ], [ʊ] stb.).

### Időtartam szerint
Időtartam (kvantitás) vagy hosszúság szerint a magánhangzó lehet:
- rövid: a, e, i, o, ö, u, ü;
- félhosszú: a magyarban ilyen nincs, viszont más nyelvekben létezik (pl. spanyolban a hangsúly kísérőjelenségeként);
- hosszú: á, é, í, ó, ő, ú, ű.

A magánhangzók időtartam szerinti megkülönböztetésének nem minden nyelvben van fonológiai (jelentésmegkülönböztető) szerepe. Az újlatin nyelvekben például szintén léteznek rövid, félhosszú és hosszú magánhangzók, azonban ezek ejtését csak a hangkörnyezet határozza meg, és spontán történik.

## A magánhangzónégyszög
A magánhangzók kiejtését egy fejre állított trapézzal szokták ábrázolni, amelynek függőleges húrjai a nyelvállást, a vízszintes húrok a nyíltsági fokozatot szemléltetik (lásd a fenti ábrán).